# 大鴻輝興業

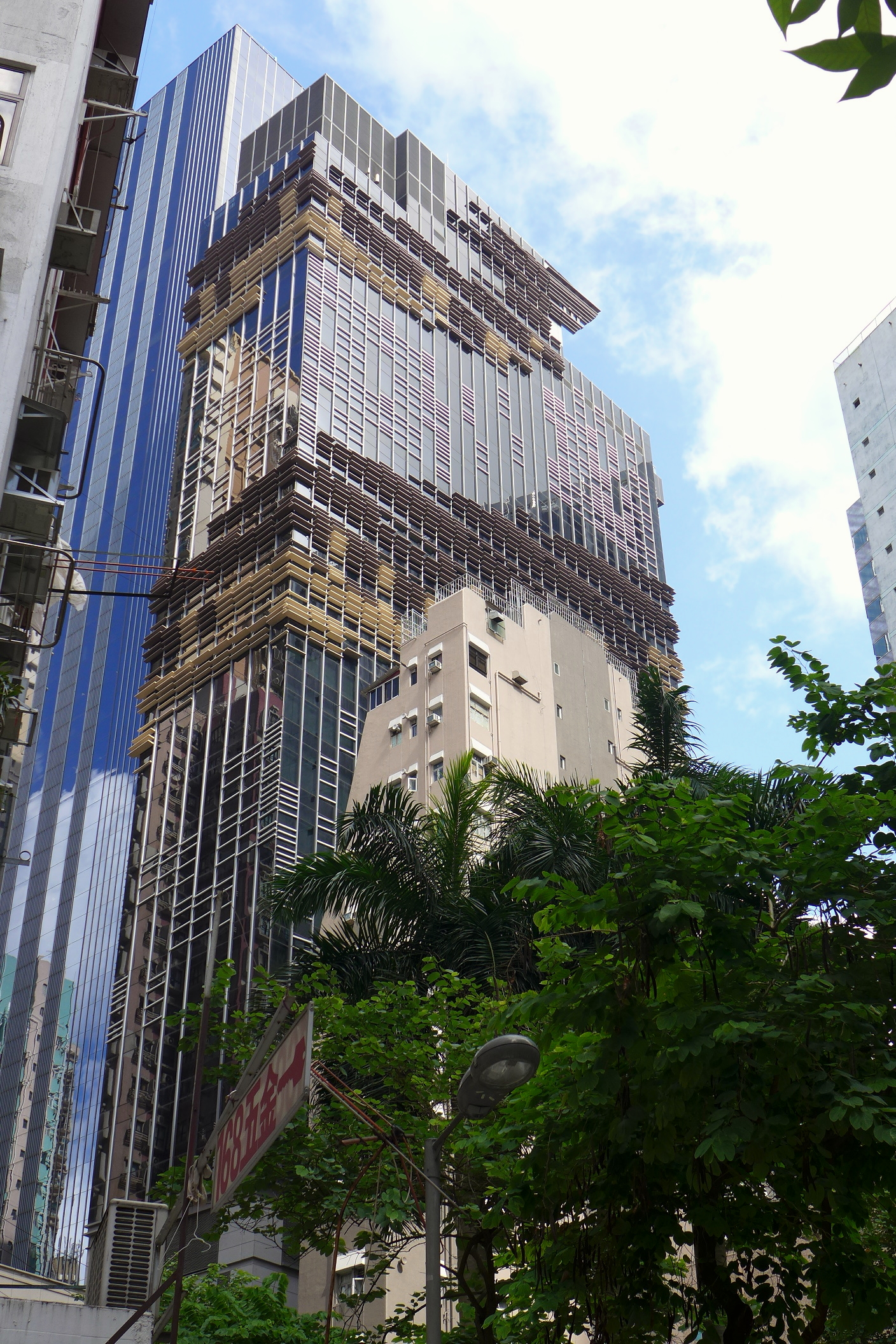
港島英迪格酒店

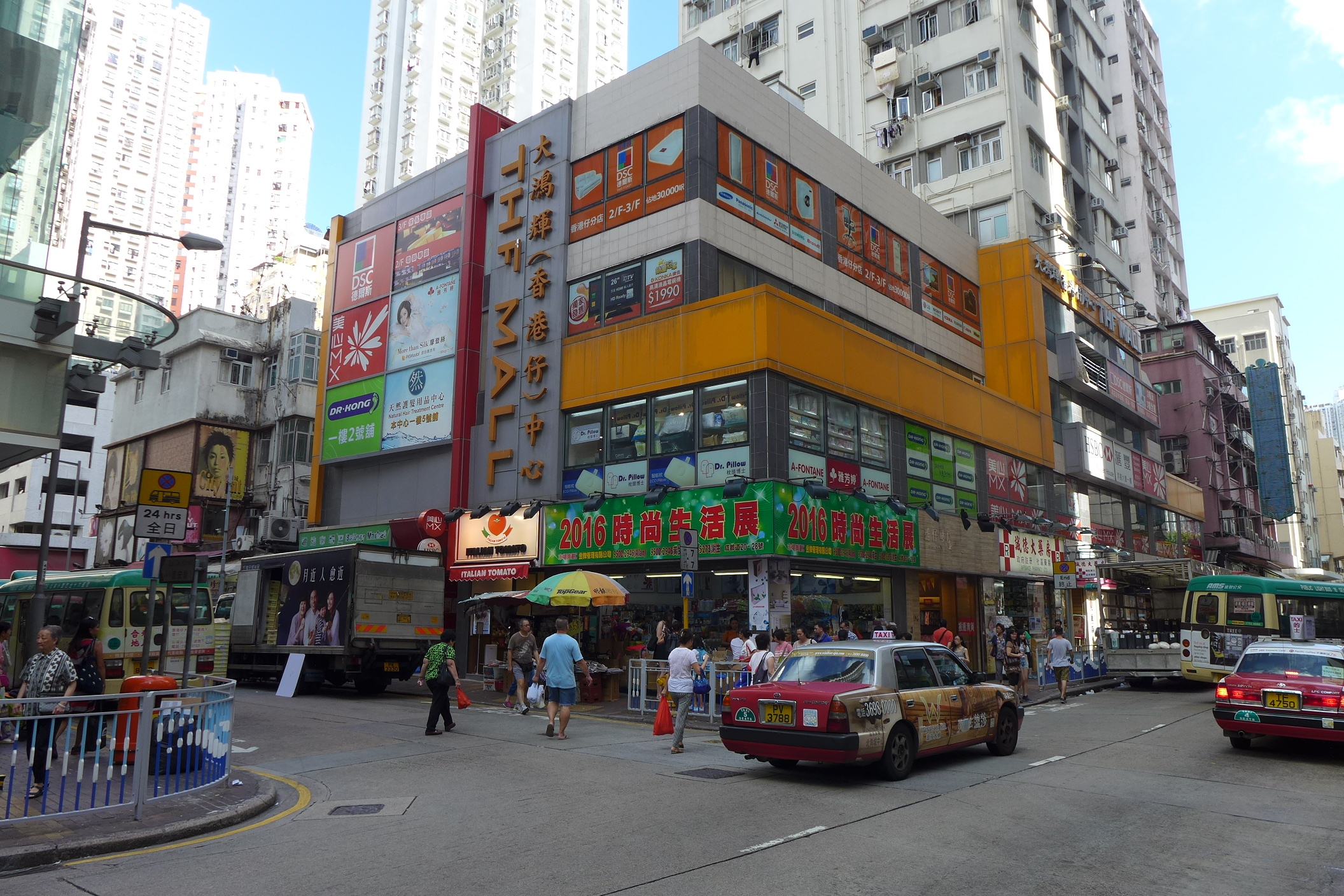
大鴻輝（香港仔）中心

大鴻輝興業（英語：Tai Hung Fai Enterprise）是香港一家地產發展公司，由香港富翁梁顯利之子梁紹鴻於1977年創辦，現擁有超過一百項收租物業，近年更發展酒店及服務式住宅、以及參與歷史建築保育及市區重建項目。
集團目前資產總值約逾300餘億元，涉投資獵層面廣泛包括，商場物業、服務式住宅、寫字樓、工廈、住宅及停車場等等。
全港持有大大小小舖位約150個，包括尖沙嘴海防道、廣東道等黃金靚舖，保守估計市值超過250億元。
大鴻輝有多項酒店發展項目，包括位處灣仔皇后大道東的港島英迪格酒店（Hotel Indigo Hong Kong Island），於2013年4月開張，屬於五星級，提供138間房，主攻商務客。
2013年11月13日以16.88億元向恒基兆業地產購入九龍行，以其總樓面113282方呎，包括商業樓面28652方呎，以及商廈面積84626方呎，以易手價計算，平均呎價15,448元。
2014年11月14日以14.13億元向其士國際購入九龍灣常悅道21號其士工程服務中心，以其總樓面17.75萬方呎計，樓面成交呎價達7,960元。
2017年12月28日以1.313億元投得粉嶺上水市地段第270號商住地皮，以其總樓面9322平方呎計，成交呎價達1.4萬元。
2013年成立大鴻輝慈善基金，致力於長者及兒童醫療復康兩個範疇，透過贊助醫療及復康團體、社福機構及不同院校等不同層面，向有需要的人士提供適切的協助。基金會累積捐款已高達3.5億。
2018年4月20日以8.1億元，向開源控股購入上環干諾道西95號晉逸海景精品酒店。
2018年12月25日大鴻輝興業旗下上環干諾道西96至103A號，獲屋宇署批建1幢29層高（於兩層地庫之上）商廈，涉樓面面積約20.58萬方呎。
2019年4月25日大鴻輝興業旗下上環德輔道中216至232號、永樂街22至26號地盤獲屋宇署批出建築圖則，將建25層高商廈，連3層平台及1層地庫，總樓面約16萬平方呎。

## 物業
大鴻輝興業部份物業以其名稱命名，包括：
- 大鴻輝（葵涌）中心
- 大鴻輝（香港仔）中心 （英文：THF（Aberdeen） Mall）：
- 香港仔成都道26號添喜大廈基座商場
- 大鴻輝（旺角）中心（英文：THF（Mong Kok）Mall）：
- 元朗泰祥街2-8號大鴻輝（元朗）商業大廈，前稱宏盛大廈
- 大鴻輝（荃灣）中心地庫兩層及1至3樓，前稱英皇娛樂廣場
- Magnet Place，當中兩座相連大樓 Magnet Tower 1葵涌貨櫃碼頭路77-81號，前稱豐裕中心（Prosperity Centre）；Magnet Tower 2 葵涌葵豐街38-42號，前稱Yoo Hoo Tower
- 旺角星際城市
- 旺角文華MPM商場50%
- 旺角彌敦道555號九龍行
- 旺角彌敦道721-725 號華比銀行大廈基座商場
- 旺角太子道西179號Hotel 1936
- 旺角登打士街1-21號香港旺角智選假日酒店及服務式公寓One Dundas
- 炮台山英皇道147-151號萬事昌大廈
- 何文田亞皆老街110號加多利峯 Kadoorie Lookout
- 中環皇后大道中122至126號尚至醫療大樓
- 中環雪廠街十號新顯利大廈  佔10%股權
- 上環永樂街22至26號
- 上環干諾道西92至93號廣德大廈
- 上環干諾道西95號晉逸海景精品酒店
- 上環干諾道西94-103號酒店項目
- 上環德輔道中212-214號上環德輔商業中心
- 西環德輔道西99及101號
- 西營盤德輔道西328號尚逸
- 鰂魚涌英皇道999至1021號的金山樓項目
- 鰂魚涌東達中心地庫及部分2樓樓面
- 九龍灣Eastmark（前其士工程服務中心）
- 觀塘觀塘道398至402號嘉域大廈1至12樓
- 北角英皇道310號莎瑪港島北酒店
- 港島英迪格酒店（Hotel Indigo Hong Kong Island）
- 油麻地西貢街15至15A、17、19及23號、志和街13號、長樂街22至28號及毗連政府土地，即彩鴻酒店及毗鄰多幢舊樓，地盤面積約14047方呎，可建總樓面約142246方呎，提供303伙
- 尖沙咀廣東道54-66號帝國大廈地下A舖
- 尖沙咀廣東道 86-98 號文利大廈地下4號舖
- 尖沙咀漢口道55-57號地下B及C舖
- 尖沙咀海防道42-44號及漢口道55號
- 上水新樂街38號尚宜
- 深水埗褔華街54至60號
- 深水埗褔華街132至134號貴華樓地下A至D舖共4個商舖

## 外部連結
- 官方網站 （页面存档备份，存于）